# Mason-Stothers定理
Mason-Stothers定理，或簡稱Mason定理，是數學上關於多項式的定理，而這定理類似於整數上的abc猜想。這定理以1981年出版相關論述的Walter Wilson Stothers以及稍後獨立發現這定理的R. C. Mason為名。
此定理陳述如下：
設a(t)、b(t)、c(t)為一個域上彼此互質的多項式、a + b = c的導數不全是0（Vanishing）導數的多項式，那麼有
{\displaystyle \max\{\deg(a),\deg(b),\deg(c)\}\leq \deg(\operatorname {rad} (abc))-1.}
其中rad(f)是f所有相異的不可約多項式的乘積。對於代數閉域而言，這是與f有相同的根的最小多項式；在這狀況下，deg(rad(f))即代表f彼此相異的根的數量。

## 例子
- 對特徵為0的域而言，a、b、c不全为0（Vanishing）導數的多項式的等價條件是這些多項式不全是常數。對於特徵為p > 0的域而言，假定這些多項式不全是常數並不足夠，像例如說，對特徵為p的域而言，tp + 1 = (t + 1)p這等式可給出三個多項式（其中a與b是等號左邊的加數，而c放在等號右邊）的最大次數為p，但其根基（也就是相異的根的數量）的次數僅僅為2。
- 設a(t) = tn及c(t) = (t+1)n可給出使得Mason-Stothers定理等號成立的例子，而這顯示說在一些狀況下，不等式是最佳可能。
- Mason-Stothers定理的一個推論是費馬最後定理在函數域上的類比：對於彼此互質的多項式a、b、c，若a(t)n + b(t)n = c(t)n且相關聯的域的特徵不能除盡n且n > 2，那麼a、b、c至少有一個為0或者這三個多項式全是常數。

## 證明
Snyder (2000)給出了以下關於Mason-Stothers定理的初等證明：
第一步、a + b + c = 0這條件表示說W(a, b) = ab′ − a′b、W(b, c)以及W(c, a)等朗斯基行列式全數相等，設其共通值為W。
第二步、a′、b′、c′這三個導數至少有一個不全為0（Vanishing）及a、b、c彼此互質這兩點表示說W不等於零。
像例如說，若W = 0，那麼ab′ = a′b，故a可除盡a′（而這是因為a與b彼此互質），因此a′ = 0，而這是因為在a非常數的狀況下，有deg a > deg a′之故。
第三步、W同時可被(a, a′)、(b, b′)以及(c, c′)這三組最大公因數除盡。由於這些多項式彼此互質之故，因此W可被其乘積除盡；且因W不等於零之故，因此有
deg (a, a′) + deg (b, b′) + deg (c, c′) ≤ deg W
第四步、將上式以下列不等式取代：
deg (a, a′) ≥ deg a − （a相異的根的數量）
deg (b, b′) ≥ deg b − （b相異的根的數量）
deg (c, c′) ≥ deg c − （c相異的根的數量）
（其中根取自某個代數閉包）
且因為
deg W ≤ deg a + deg b − 1 
之故，因此有
deg c ≤ （abc相異的根的數量） − 1
而這正是所要證明的。

## 推廣
這定理有一個將多項式環以函數域取代的自然推廣，該推廣如下：
設k是一個特徵為零的代數閉域，設C/k是一個幾何虧格為g的射影簇，並設
{\displaystyle a,b\in k(C)}
為一個C並滿足{\displaystyle a+b=1}的有理函數，並設S為C(k)中包含a及b所有零點和極點的集合，那麼有
{\displaystyle \max {\bigl \{}\deg(a),\deg(b){\bigr \}}\leq \max {\bigl \{}|S|+2g-2,0{\bigr \}}.}
其中函數在k(C)的次數是相應映射從C映至P^1的次數。而一個不同且較短的證明在同年由J. H. Silverman發表。
此外還有一個推廣，這推廣由J. F. Voloch、
W. D. Brownawell及D. W. Masser等人獨立發現，此推廣給出了在ai的子集沒有一個是k─線性獨立的狀況下，有n個變數的S單位等式a1 + a2 + ... + an = 1的上界，他們證明了下式：
{\displaystyle \max {\bigl \{}\deg(a_{1}),\ldots ,\deg(a_{n}){\bigr \}}\leq {\frac {1}{2}}n(n-1)\max {\bigl \{}|S|+2g-2,0{\bigr \}}}

## 外部連結
- 埃里克·韦斯坦因. . MathWorld.
- Mason-Stothers Theorem and the ABC Conjecture （页面存档备份，存于）, Vishal Lama ─這是一篇Lang的書的證明的整理版。